# Maximilian Drude
Maximilian Drude (* 19. März 1992) ist ein deutscher Handballspieler.

## Leben
Im Jahr 2008 wurde Drude im dänischen Ikast Schülerweltmeister. Er spielte von 2011 bis 2012 für den in der dritten Liga startenden SC Magdeburg II und erzielte in 26 Spielen 63 Tore. Drude wechselte dann zum HSC Coburg. Von 2014 bis 2015 lief der 1,95 Meter große Drude für den DJK Rimpar auf. Später startete er für den Drittligisten HSC Bad Neustadt.
2008 durfte sich Drude in Anerkennung seines sportlichen Erfolgs als Schülerweltmeister in das Goldene Buch der Stadt Magdeburg eintragen.